# Аткинсон, Кэтрин
Кэтрин Хелен Аткинсон (англ. Catherine Helen Atkinson) — адвокат и политик британской Лейбористской партии, депутат парламента от округа Дерби-Норт с 2024 года. Она победила консерватора Аманду Соллоуэй.

## Юные годы
Двое из её бабушек и дедушек были американцами мексиканского происхождения. Аткинсон училась в средней школе Sacred Heart High School в Хаммерсмите. Она получила степень магистра богословия в Эдинбургском университете.
Она изучала право в Лондонском городском университете. В 2006 году она была принята в коллегию адвокатов Deka Chambers; её коллега Джейк Ричардс также был избран депутатом парламента от Лейбористской партии на всеобщих выборах 2024 года.

## Политическая карьера
Аткинсон впервые баллотировалась на пост члена парламента на всеобщих выборах в Соединённом Королевстве в 2005 году в лондонском избирательном округе Кенсингтон и Челси, где она проиграла действующему депутату-консерватору сэру Малькольму Рифкинду.
В 2006 году она была избрана членом Лейбористского совета Королевского округа Кенсингтон и Челси. В мае 2009 года было выдвинуто безуспешное предложение избрать Аткинсон на пост следующего мэра Кенсингтона и Челси. Её полномочия в совете закончились в 2010 году.
После непродолжительного перерыва в политической деятельности в начале 2010-х годов Аткинсон трижды подряд баллотировалась на всеобщих выборах в Эривоше в 2015, 2017 и 2019 годах, каждый раз занимая второе место.
После выдвижения своей кандидатуры в Эривоше Аткинсон была выбрана кандидатом от Лейбористской партии в округе Дерби-Норт в июле 2022 года, где она впоследствии успешно выиграла место, набрав 18 619 голосов на всеобщих выборах в Соединённом Королевстве в 2024 году.
Будучи депутатом парламента от Дерби-Норт, она в настоящее время является членом Комитета по транспорту Палаты общин и должностным лицом четырёх межпартийных парламентских групп (APPG), занимающихся вопросами правосудия, железных дорог и ядерной энергетики.

## Личная жизнь
Её муж Дэниел служил в Афганистане и работал пожарным в пожарно-спасательной службе Дербишира.